# Arsenopalladinit
Arsenopalladinit ist ein sehr selten vorkommendes Mineral aus der Mineralklasse der Sulfide und Sulfosalze. Es kristallisiert im triklinen Kristallsystem mit der chemischen Zusammensetzung Pd8(As,Sb)3 und bildet runde, bis zu 1,8 mm große Körner von weißer Farbe.

## Etymologie und Geschichte
Das Mineral wurde 1974 von A. M. Clark, A. J. Criddle und E. E. Fejer in seiner Typlokalität Itabira im brasilianischen Bundesstaat Minas Gerais entdeckt. Sie benannten das neue Mineral nach den enthaltenen Elementen Arsen und Palladium. 

## Klassifikation
In der veralteten 8. Auflage der Mineralsystematik nach Strunz gehörte der Arsenopalladinit zur Mineralklasse der „Sulfide und Sulfosalze“ und dort zur Abteilung „Legierungen (und legierungsartige Verbindungen) von Metallen mit den Halbmetallen As, Sb, Bi“, wo er gemeinsam mit Stibiopalladinit in der „Arsenopalladinit-Reihe“ mit der Systemnummer II/A’.04 steht.
In der zuletzt 2018 überarbeiteten Lapis-Systematik nach Stefan Weiß, die formal auf der alten Systematik von Karl Hugo Strunz in der 8. Auflage basiert, erhielt das Mineral die System- und Mineralnummer II/A.05-040. Dies entspricht der Klasse der „Sulfide und Sulfosalze“ und dort der Abteilung „Legierungen und legierungsartige Verbindungen“, wo Arsenopalladinit zusammen mit Atheneit, Genkinit, Isomertieit, Majakit, Menshikovit, Mertieit, Miessiit, Naldrettit, Palladoarsenid, Palladobismutoarsenid, Palladodymit, Polkanovit, Pseudomertieit, Rhodarsenid, Stibiopalladinit, Stillwaterit, Törnroosit, Ungavait, Vincentit und Zaccariniit eine unbenannte Gruppe mit der Systemnummer II/A.05 bildet.
Die von der International Mineralogical Association (IMA) zuletzt 2009 aktualisierte 9. Auflage der Strunz’schen Mineralsystematik ordnet den Arsenopalladinit in die Klasse der „Sulfide und Sulfosalze (Sulfide, Selenide, Telluride, Arsenide, Antimonide, Bismutide, Sulfarsenide, Sulfantimonide, Sulfbismutide)“ und dort in die Abteilung „Legierungen und legierungsartige Verbindungen“ ein. Hier ist das Mineral in der Unterabteilung „Legierungen von Halbmetallen mit Platin-Gruppen-Elementen (PGE)“ zu finden, wo es als einziges Mitglied eine unbenannte Gruppe mit der Systemnummer 2.AC.10c bildet.
In der vorwiegend im englischen Sprachraum gebräuchlichen Systematik der Minerale nach Dana hat Arsenopalladinit die System- und Mineralnummer 02.16.05.01. Das entspricht der Klasse der „Sulfide und Sulfosalze“ und dort der Abteilung „Sulfidminerale“. Hier findet er sich innerhalb der Unterabteilung „Sulfide – einschließlich Seleniden und Telluriden – mit verschiedenen Formeln“ als einziges Mitglied in einer unbenannten Gruppe mit der Systemnummer 02.16.05.

## Bildung und Fundorte
Arsenopalladinit bildet sich in Goldkonzentraten. Es ist je nach Fundort vergesellschaftet mit Hämatit,  Atheneit, Stillwaterit, Palladseit, Isomertieit und Quarz; Gold, Palladium und Palladesit beziehungsweise Stillwaterit, Braggit, Vysotskit, Sperrylit und Hollingworthit.
Von dem sehr selten vorkommenden Mineral sind nur wenige Fundorte bekannt. Neben seiner Typlokalität fand man Arsenopalladinit in Midu in der chinesischen Provinz Yunnan, Lappland (Finnland), Teshio in Japan, Porsanger in Norwegen, Norilsk und Montschegorsk in Russland, dem Bushveld-Komplex in Südafrika und dem Stillwater-Komplex im US-Bundesstaat Montana.

## Kristallstruktur
Arsenopalladinit kristallisiert im triklinen Kristallsystem in der Raumgruppe P1 (Raumgruppen-Nr. 1) oder P1 (Nr. 2) mit den Gitterparametern a = 7,43 Å, b = 13,95 Å und c = 7,35 Å; α = 92,9°, β = 119,5° und γ = 87,8° sowie sechs Formeleinheiten pro Elementarzelle.